# 安蒂格达德
41°56′09″N 4°06′01″W / 41.9358709°N 4.100217°W
安蒂格达德，是西班牙卡斯蒂利亚-莱昂帕伦西亚省的一个市镇。 总面积63平方公里，总人口434人（2001年），人口密度7人/平方公里。